# فيلابوا
بلدية فيلابوا (بالإسبانية: Vilaboa) هي بلدية تقع في مقاطعة بونتيفيدرا التابعة لمنطقة غاليسيا شمال غرب إسبانيا.

## الديموغرافيا
يبلغ عدد سكان بلدية فيلابوا 6.024 نسمة عام 2011 (وفقاً للمعهد الوطني للإحصاء الإسباني).
| 5.639 | 5.761 | 5.756 | 5.947 | 6.015 | 5.978 | 6.024 |